# Melindro
Un melindro és una pasta petita i allargada en forma de dit amb les puntes arrodonides, una mica tova i esponjosa, però amb una certa rigiditat. Els ingredients bàsics en la preparació són sucre, farina i ous.
Els melindros els van inventar a la fi del segle xv a la cort del Duc de Savoia en avinentesa d'una visita d'un rei de França. Els melindros, que són coneguts a Itàlia com a savoiardi (savoians), es fan servir per a elaborar el tiramisú, sucats amb cafè i mesclats amb una crema de formatge mascarpone.

## Origen etimològic del nom
El nom català melindro ve del castellà «melindre», amb el mateix significat, probablement alteració del francès antic «Melide», 'Cucanya, país deliciós', segurament del llatí «Melite», illa de Malta, interpretat popularment com un derivat del llatí «mel».

## Gastronomia
Tradicionalment els melindros són un ingredient ideal a la xocolatada. La manera habitual de menjar-los és sucant-los a una tassa o una xicra (tassa petita, emprada especialment per aquest fi) amb xocolata desfeta.
També era costum antigament menjar els melindros a les granges, on se servien amb els suïssos, tasses de xocolata desfeta amb nata fabricada a la mateixa lleteria.

#### Dits de bescuit
Són una varietat de bescuits secs i tendres, de forma estirada, coberts de sucre de llustre, generalment utilitzats en la confecció de charlottes i de tiramisú. A diferència de Melindro, el dit de bescuit és menys sec, no es fabrica pas a partir d'un ou sencer i el blanc pujat en neu és constituït a part abans d'ésser incorporat.
 Fou oficialment creat per Marie-Antoine Carème al S. XVIII, si bé certes fonts afirmen que hauria estat inventat pels cuiners de Caterina de Mèdicis, que haurien tingut la idea de confeccionar bescuits amb ous utilitzant dues culleres per a apartar la pasta a partir del centre, per a no espatllar-la.